# Schlosspark Krastowitz
Schlosspark Krastowitz este o arie protejată (sit de importanță comunitară — SCI) din Austria întinsă pe o suprafață de 0,5 ha, integral pe uscat.

## Localizare
Centrul sitului Schlosspark Krastowitz este situat la coordonatele 46°38′49″N 14°21′08″E / 46.647°N 14.3523°E.

## Înființare
Situl Schlosspark Krastowitz a fost declarat sit de importanță comunitară în iunie 2016 pentru a proteja 1 specie de animale.

## Biodiversitate
Situată în ecoregiunea alpină, aria protejată nu include niciun habitat protejat.
La baza desemnării sitului se află o specie protejată de  nevertebrate: Osmoderma eremita.